# ای زون-گی

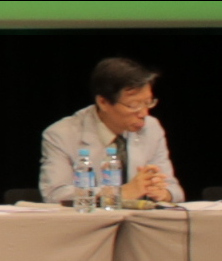
ای زون-گی در سال 2007

ای زون-گی (به اسپرانتو: I Zun-gi) (به کره‌ای: 이중기) (به انگلیسی: Lee Jung-kee)، مترجم، نویسنده و اسپرانتیست اهل کره جنوبی می باشد. در دنیای اسپرانتو از وی همچنین با عنوان شلوسیلو (به اسپرانتو: Ŝlosilo)، به معنی کلید، نیز یاد می شود. 

## تلاش ها و دستاوردها
در هشتادو هفتمین کنگره جهانی اسپرانتو در برزیل، به پاس خدمات گسترده ای زون گی، جایزه دگوچی (به اسپرانتو: Premio Deguĉi) به وی اهداء شد. در سال ۲۰۰۸ وی به عنوان ریاست کمیسیون جنبش آسیایی اسپرانتو وابسته به انجمن جهانی اسپرانتو (به اسپرانتو: Komisiono pri Azia Esperanto-Movado de UEA) و در سال ۲۰۱۳ به عنوان عضو هیئت مدیره انجمن جهانی اسپرانتو برگزیده شد. 